# ميغين كيلي
ميغين ماري كيلي (بالإنجليزية: Megyn Kelly)‏ من مواليد 18 نوفمبر 1970، هي صحفيّة أمريكية ومُعلقة سياسية ومحامية مُدافعة عن حقوق الإنسان والمرأة. اشتهرت ميغين منذ مدةّ لكن شهرتها ازدادت عقبَ تقديمها لبرنامج يومُ ميغين كيلي على هيئة الإذاعة الوطنية. كانت ميغين مذيعة في قناة فوكس نيوز من عام 2004 حتّى عام 2017 ثم انتقلت لإن بي سي نيوز حيثُ أعلنت كيلي رحيلها من فوكس نيوز في 3 كانون الثاني/يناير 2017 وذكرت أنها ستنضمُ لإن بي سي نيوز. هناك؛ بدأت باستضافة برنامج إخباري أسبوعي واحد وهوَ ليلة الأحد مع ميغين كيلي وذلكَ ابتداءًا من 4 حزيران/يونيو من نفس العام. من تشرين الأول/أكتوبر 2013 إلى كانون الثاني/يناير 2017؛ أي خِلال حياتها المهنية في فوكس نيوز، استضافت كيلي مجموعة منَ البرامج من قبيل ملف كيلي، أمريكا لايف وكانت من قبل قد استضافت برنامج أخبار أمريكا معَ بيل هيمر. من عام 2007 إلى عام 2012؛ عملت على تقديم برنامجين فقط في قناة فوكس نيوز؛ واحدٌ عُرض في ليلة رأس السنة الميلادية والآخرُ كان برنامجًا حواريًا سياسيًا. أُدرجت ميغين عام 2014 في قائمة مجلة التايم لأكثر 100 شخصية مؤثرة في الناس حولَ العالم.

## النشأة
وُلدت كيلي وترعرت في مدينة تشامبيغن بولاية إلينوي. درست في جامعة ولاية نيويورك في ألباني. نسبها مُختلط حيثُ يعود للعرق الإيطالي-الألماني من جانب والدتها فيمَا يعود أصل والدها إلى أيرلندا. تربَّت على الكاثوليكية الرومانية. تُوفي والدها بنوبة قلبية حينما كانت تبلغ من العمرِ الخمسة عشر ربيعا.
حضرت كيلي مدرسة تيكومسيه الابتدائية في دي ويت بولاية نيويورك. وانتقلت برُفقة عائلتها إلى ضاحيّة ألباني حينما بلغت التاسعة، وهناك أكملت دراستها الثانويّة. حصلت على شهادة البكالوريوس في العلوم السياسية من كلية ماكسويل للمواطنة والشؤون العامة في جامعة سيراكيوز عام 1992، وحصلت على شهادة الدكتوراه من كليّة ألباني كلية للحقوق في عام 1995.
عملت كيلي مكتب محاماة في شيكاغو وكانت في الوقت ذاته تُشارك في كتابة مقالات لصالح رابطة المحامين الأمريكية.

## المسيرة المهنيّة

### البدايات
بحلول عام 2003؛ انتقلت كيلي إلى واشنطن العاصمة وهناكّ وقعت على عقدٍ معَ هيئة الإذاعة الأمريكية (إن بي سي). اشتغلت كمراسلة أخبار وعملت على تغطيّة الأحداث الوطنية والمحلية بما في ذلك التغطية الحية لجلسات الاستماع في محكمة العدل العليا لصامويل أليتو و رئيس المحكمة العليا جون جي روبرتس وكذا ساندرا داي أوكونور كما غطّت خبرَ وفاة رئيس المحكمة العليا وليام رينكويست فضلًا عن الانتخابات الرئاسية في عام 2004. قدمت كيلي طلبًا للعملِ في قناة فوكس نيوز في عام 2004. صرّح رئيس قناة سي إن إن السيّد جوناثان كلين في وقت لاحق من عام 2015 مشيرًا إلى أنه ندمَ فعلا بسبب عدم تعاقده مع كيلي كمراسلة في بداية حياتها المهنية ثمّ قال: «هذه الموهبة كانت يجبُ أن تكون هنا.»

### فوكس نيوز
شاركت كيلي في برنامج تقرير خاص مع بريت هيوم كما شاركت وقدمت عددًا منَ البرامج التي تُناقشُ المسائل السياسية خاصّة في عطلة نهاية الأسبوع. في الأول من شباط/فبراير 2010؛ بدأت كيلي استضافة برنامج أمريكا لايف لمدة ساعتين. بحلول عام 2010؛ بلغت نسبة مشاهدات البرنامج 20% حيث بلغ متوسط المتابعين 1,293,000 المشاهدين مع نسبة 4% ممن هم بين الـ 25 و54 سنة.

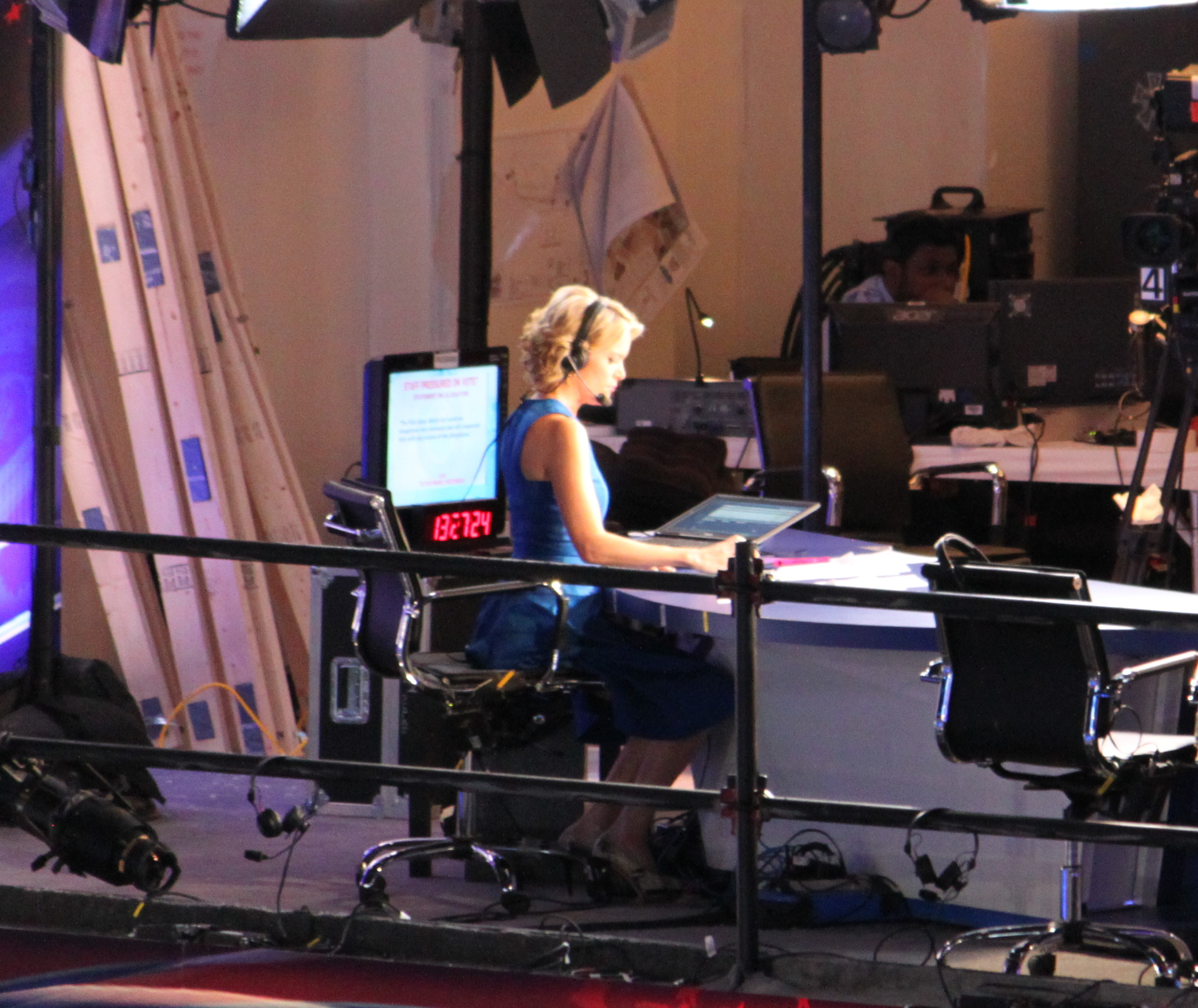
كيلي أثناء عملها في استوديو قناة فوكس نيوز عام 2012

غطّت كيلي نتائج الانتخابات الأمريكية عام 2012 وقد أثارت بعض الجدل حينَها بسبب توقعاتها حيثُ أكّدت على أنّ الحزب الديموقراطي هو الأوفر حظًا في هذه المنافسة وهذا ما حصل حينَها. توقفت كيلي عن عن تقديم برنامج أمريكا لايف في بداية تموز/يوليو 2013 بعدما حصلت على إجازة الأمومة ثم سرعانَ ما عادت لتقديم برنامج ملف كيلي في 7 أكتوبر من نفسِ العام. على مر السنين؛ كانت برامج كيلي تُحقق نسب مشاهدات عاليّة فضلًا عن تقييم جيّد.
في كانون الأول/ديسمبر 2013 وخلالَ لقاء صحفيّ لكيلي معَ مجلة سلايت قالت: «لقد جادلني شخص ما في برنامجي، تساءل عن سانتا كلوز ولماذا هو دائمًا أبيض! واقترحَ أنه ربما يجب أن يكون أسود؟» ثم أضافت كجواب: «سانتا هو ما هو عليه ولعلمك فنحنُ نناقش هذه النقطة فقط لأنّ هذا الشخصَ سألني لا غير.» واصلت كيلي حديثها بخصوص يسوع وأشارت في وقتٍ لاحق من حديثها إلى أنّهُ كان أبيض اللون. لقيت تصريحاتها ردود فعل قويّة حيث هجاها وانتقدها كلّ من جون ستيوارت، ستيفن كولبير، راشيل مادو، جوش بارو, وغيرهم. بعد يومين من ذلك وفي ظل تواصل ردود الفعل حول تصريحاتها؛ وضّحت كيلي أنّ ما قالتهُ من تعليقات كانَ على على سبيل الهزل لا غير ثم أكّدت على أن لون بشرة يسوع لم يحسم بعد.

### إن بي سي نيوز

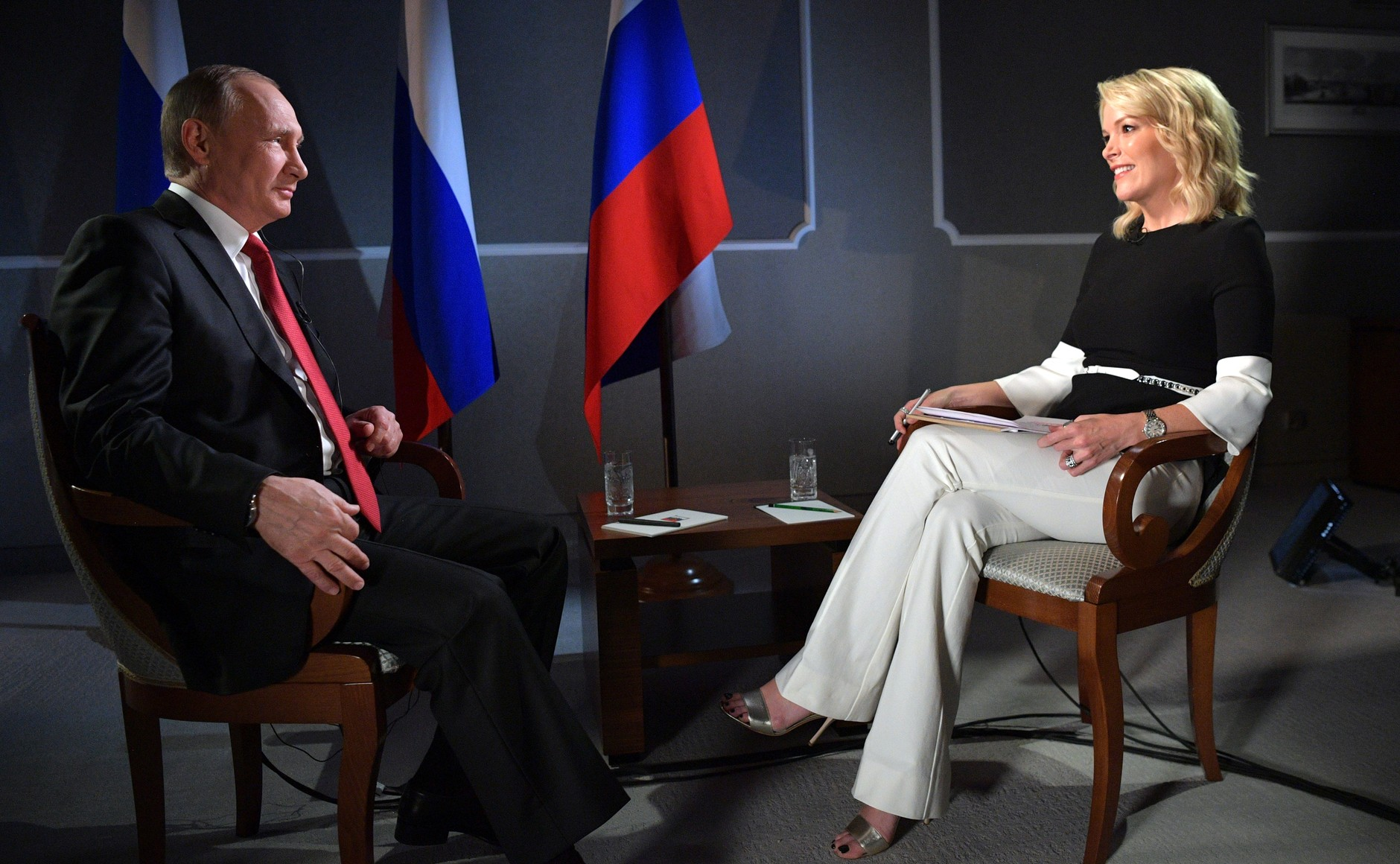
ميغين كيلي مع الرئيس الروسي فلاديمير بوتين

في أواخر عام 2016؛ وجّهت كيلي اهتمامها صوبَ عدد من القنوات وشبكات الأخبار الأخرى وذلك قبل عدّة أشهر من نهاية عقدها معَ فوكس نيوز. في كانون الثاني/يناير 2017؛ ذكرت صحيفة نيويورك تايمز ذكرت بأن كيلي ستترك قناة فوكس ثم ستتوجهُ للعمل لدى إن بي سي نيوز من خلال العمل على تغطية الحياة السياسية والأخبار الرئيسية هناك. غادرت ميغين فعليًا قناة فوكس نيوز في 6 كانون الثاني/يناير 2017 وذلكَ بعد بثها للحلقة الأخيرة من برنامج ملف كيلي. في كانون الثاني/يناير 2017؛ نقلت مجلة بيبول عن مصدر غير محدد قوله أن كيلي كانت قد وقعت على شرط يمنعها من العمل لصالح القنوات المُنافسة لفوكس نيوز وبالتالي يتوجبُ عليها الانتظار حتى انتهاء صلاحية الشرط أو إلغائه. بحلول الثاني من حزيران/يونيو 2017؛ أجرت كيلي مقابلةً مع الرئيس الروسي فلاديمير بوتين في منتدى بطرسبورغ الاقتصادي الدولي وقد بُثت الحلقة في وقتٍ لاحق ضمنَ برنامج ليلة الأحد معَ ميغين كيلي في الرابع من يونيو/حزيران. تقدمت ميغين على سُلم تقديم البرامج بعدما بدأت في تقديم برنامجٍ جديد هوَ يوم ميغين كيلي منذ أيلول/سبتمبر 2017. حسبَ ما تمّ تسريبهُ من قِبل وسائل الإعلام وحسب ما توصل له موقع بيزنيس إنسايدر فإنّ كيلي تتقاضى سنويًا مبلغًا يتراوح بين 15 و20 مليون دولار من شبكة إن بي سي.
في 23 أكتوبر من عام 2018؛ انتقدت كيلي على الهواء مباشرةً من خلال تصريحات أدلت بها في برنامجها يومُ ميغين كيلي المكياج كجزء من أزياء الهلوين؛ حيث قالت: «أتذكر حينما كنتُ صغيرة ... حسنًا لقد ارتديتُ تلك الملابس أيضًا!» في وقت لاحق من ذلك اليوم؛ نشرت كيلي اعتذارًا على العلن ذكرت فيه: «لقد أدركتُ الآن أن مثل هذا السلوك هو في الواقع خطأ، أنا آسفة ... لم أكن أتحدث من منطق الصواب السياسي كما أنّ قضايا مثلَ العرق والأصل واللون قد تفاقمت في حياتنا السياسية خلال العام الماضي بينما لم أولي لهذا أيّ اهتمام ... إنني أتطلع قدما إلى مواصلة هذا البرنامج.»

## الكتابة
بحلول شباط/فبراير من عام 2016؛ وقّعت كيلي على اتفاقٍ مع دار هاربر كولينز للنشر من أجل كتابة سيرتها الذاتية التي من المقرر أن تصدر في وقت لاحق من ذلك العام في صفقة تجاوزت قيمتها 10 ملايين دولار. صدرَ الكتاب في 15 نوفمبر من نفس العام تحتَ عنوان تسوية أكثر (بالإنجليزية: Settle for mor)‏.

## روابط خارجية
- ميغين كيلي على موقع IMDb (الإنجليزية)
- ميغين كيلي على موقع الموسوعة البريطانية (الإنجليزية)
- ميغين كيلي على موقع إن إن دي بي (الإنجليزية)
- ميغين كيلي على موقع قاعدة بيانات الفيلم (الإنجليزية)